# Спасовка (Крым)
Спа́совка (укр. Спасівка, крымскотат. Spasovka) — село в Кировском районе Республики Крым, входит в состав Партизанского сельского поселения (согласно административно-территориальному делению Украины — Партизанского сельского совета Автономной Республики Крым).

## Население
| 2001 | 2014 |
| ---- | ---- |
| 97   | ↘56  |

Всеукраинская перепись 2001 года показала следующее распределение по носителям языка
| Язык             | Процент |
| ---------------- | ------- |
| русский          | 75.26   |
| крымскотатарский | 18.56   |
| украинский       | 6.19    |

### Динамика численности
- 1926 год — 107 чел.[10]
- 1989 год — 124 чел.[11]
- 2001 год — 97 чел.[12]
- 2009 год — 89 чел.[13]
- 2014 год — 56 чел.[14]

## Современное состояние
На 2017 год в Спасовке улиц и переулков не числится; на 2009 год, по данным сельсовета, село занимало площадь 73 гектара на которой, в 49 дворах, проживало 89 человек. Спасовка связана автобусным сообщением с городами Крыма, райцентром и соседними населёнными пунктами.

## География
Спасовка — маленькое село в центре района, в степном Крыму, в долине небольшой речки Субаш, высота центра села центра села над уровнем моря — 93 м. Ближайшие населённые пункты: Приветное в 2,5 км на юго-запад, Абрикосовка в 2 км на юг и Партизаны в 3 км на восток. Райцентр Кировское — примерно в 17 километрах (по шоссе), там же ближайшая железнодорожная станция — Кировская (на линии Джанкой — Феодосия). Транспортное сообщение осуществляется по региональной автодороге 35Н-194 Партизаны — Спасовка — Абрикосовка (по украинской классификации — С-0-10505).

## История
Впервые в доступных источниках встречается в Списке населённых пунктов Крымской АССР по Всесоюзной переписи 17 декабря 1926 года, согласно которому в селе Спасовка (или Шеих-Мамай), Шейх-Мамайского сельсовета Феодосийского района, числилось 23 двора, все крестьянские, население составляло 107 человек, из них 104 русских, 2 украинцев и 1 грек. Постановлением ВЦИК «О реорганизации сети районов Крымской АССР» от 30 октября 1930 года из Феодосийского района был выделен (воссоздан) Старо-Крымский район (по другим сведениям 15 сентября 1931 года) и село включили в его состав.

В годы Великой Отечественной войны в феврале 1944 года у села фашистами были расстреляны партизаны Верушкин Ф. И., Полищук И. И. и Рак П. Н. За связь с партизанами также расстреляны местные жители Кладовщикова В. П., Новиков И. Н. и Токарева М. С. В. Погибшее были захоронены на сельском кладбище. В мае 1984 года на братской могиле установлен памятник, постановлением Совета министров Республики Крым № 627 от 20 декабря 2016 года отнесённый к категории объектов культурно-исторического наследия России.

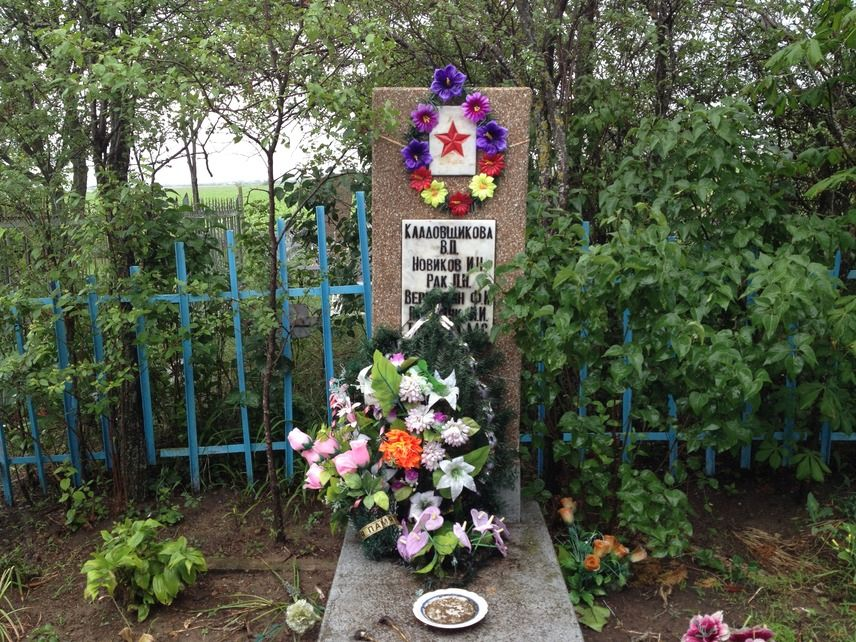
Братская могила партизан и мирных жителей

После освобождения Крыма от фашистов, 12 августа 1944 года было принято постановление № ГОКО-6372с «О переселении колхозников в районы Крыма» и в сентябре того же года в район приехали первые переселенцы, 1268 семей, из Курской, Тамбовской и Ростовской областей, а в начале 1950-х годов последовала вторая волна переселенцев. С 1954 года местами наиболее массового набора населения стали различные области Украины. С 25 июня 1946 года Спасовка в составе Крымской области РСФСР, а 26 апреля 1954 года Крымская область была передана из состава РСФСР в состав УССР. После ликвидации в 1959 году Старокрымского района село переподчинили Кировскому. Время включения в Журавский сельсовет пока не установлено: на 15 июня 1960 года село уже числилось в его составе.
Указом Президиума Верховного Совета УССР «Об укрупнении сельских районов Крымской области», от 30 декабря 1962 года Кировский район был упразднён и село присоединили к Белогорскому. 1 января 1965 года, указом Президиума ВС УССР «О внесении изменений в административное районирование УССР — по Крымской области», вновь включили в состав Кировского. С 1978 года Спасовка в составе Партизанского сельсовета. По данным переписи 1989 года в селе проживало 124 человека. С 12 февраля 1991 года село в восстановленной Крымской АССР, 26 февраля 1992 года переименованной в Автономную Республику Крым. С 21 марта 2014 года в составе Крыма аннексирована Россией.